# Osvaldo Vial Vial
Osvaldo Vial Vial (Santiago, 29 de octubre de 1890 - Santiago, 14 de septiembre de 1978) fue un político chileno, ejerció como ministro de Estado y embajador en diferentes gobiernos.

## Biografía
Hijo de Osvaldo Vial Lastra y de Trinidad Vial Ugarte. Casado con Sara Grez Irarrázaval, con quien tuvo 4 hijos. Estudió en el Colegio San Ignacio, realizando sus estudios superiores en la Facultad de Derecho de la Universidad de Chile. Juró como Abogado en 1913 y fue el abogado de la Empresa de los Ferrocarriles del Estado, Consejero de la Caja de Retiro y Previsión de la misma Empresa, consejero delegado de la referida Empresa en las cooperativas ferroviarias.

## Carrera política
Fue designado como ministro de Justicia de 1934 a 1935 durante el gobierno de Arturo Alessandri y ministro de Tierras y Colonización entre 1943 y 1944 bajo el mandato de Juan Antonio Ríos. 
Fue embajador en Bolivia entre 1945 y 1947, donde recompuso unas dañadas relaciones diplomáticas. Junto al Encargado de Negocios de la Santa Sede, rescató el cuerpo del presidente de Bolivia Gualberto Villarroel después de que este fuese muerto y colgado en una plaza. También fue embajador en Brasil entre 1947 y 1952. Consejero del Colegio de Abogados, miembro honorario del Instituto de Abogados de Río de Janeiro y socio del Club de la Unión y del Club Hípico de Santiago.